# Нікаб

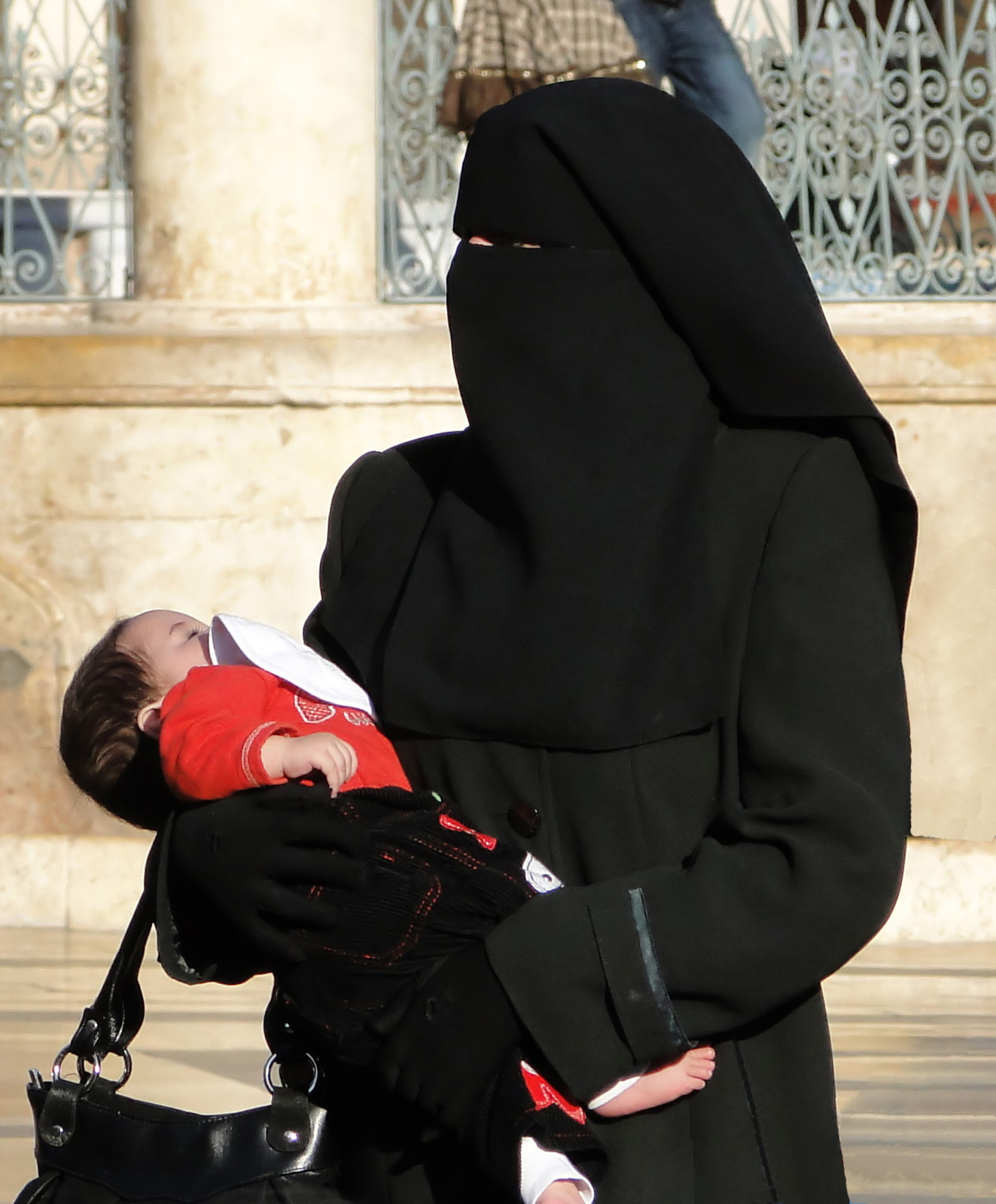
Жінка у нікабі в Алеппо, така різновидність нікаба має лише невеликий розріз для очей

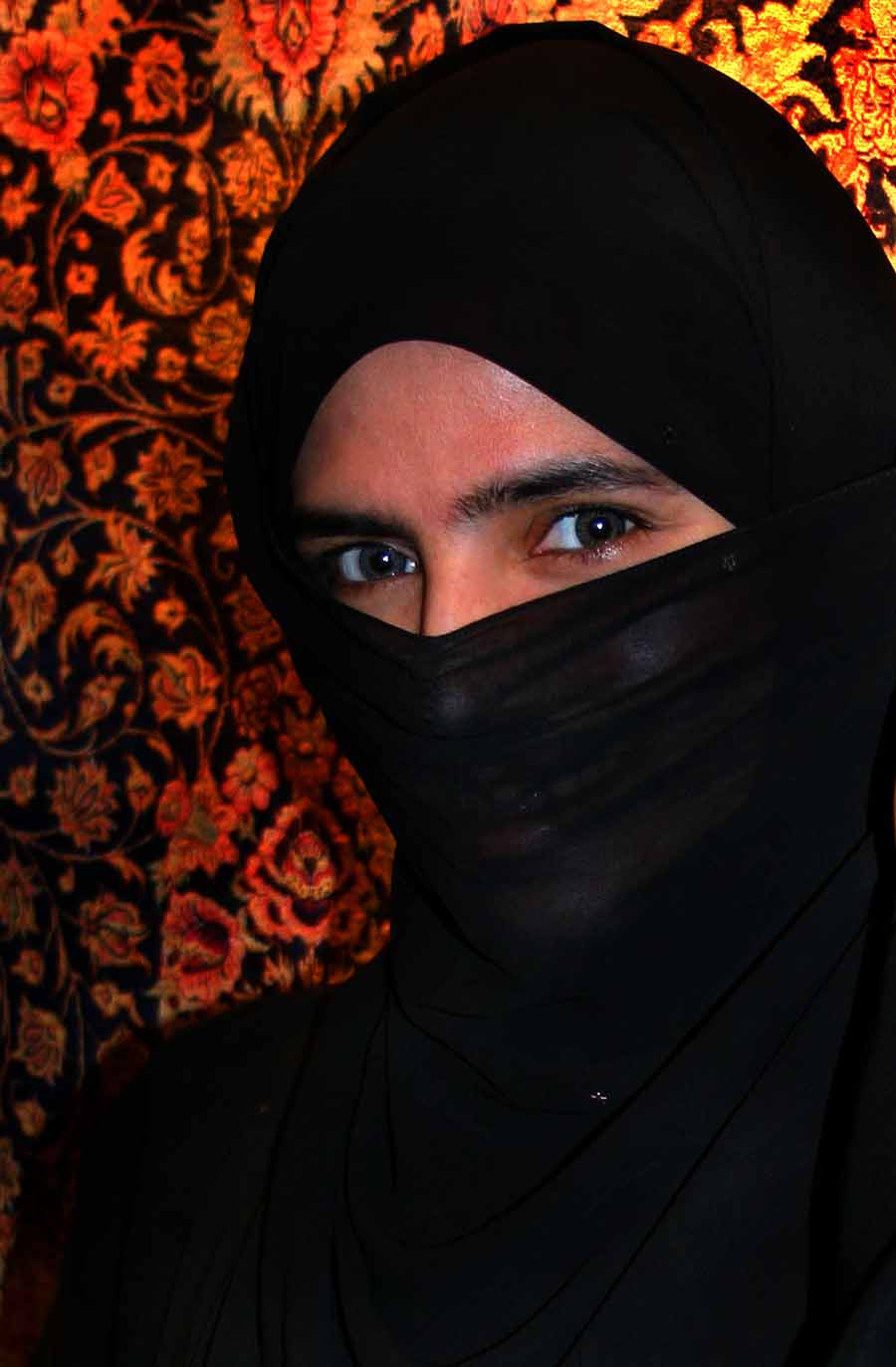
Жінка у нікабі в Об'єднаних Арабських Еміратах, така різновидність нікаба має доволі широкий розріз, де видно і частину лоба жінки

Нікаб (араб. نقاب — «покривало») — мусульманський жіночий головний убір, що закриває обличчя, з вузьким прорізом для очей. Різниця між нікабом і хіджабом полягає в тому, що хіджаб прикриває все тіло жінки, крім обличчя та рук, тоді як нікаб прикриває лише обличчя, проте жінки, які носять нікаб, зазвичай прикривають і руки також. Відповідно до інших джерел, нікаб — термін, який означає одяг, який прикриває не лише обличчя, а й все тіло включаючи руки. Є два різновиди нікаба: половинний нікаб, де розріз для очей достатньо великий і видно частину лоба жінки, і повний нікаб, де залишається лише невеликий розріз для очей (див. ілюстрації)
Нікаб, на відміну від хіджаба, не обов'язковий для мусульманки, хоча в мусульманських країнах нікаб дуже поширений. У Судані та Саудівській Аравії потрібно одягати і хіджаб, і нікаб, хоч би якого віросповідання ви були. В Ірані хіджаб обов'язковий, хоча обличчя можна залишати відкритим.